# Cerkiew Świętych Piotra i Pawła w Karlowych Warach

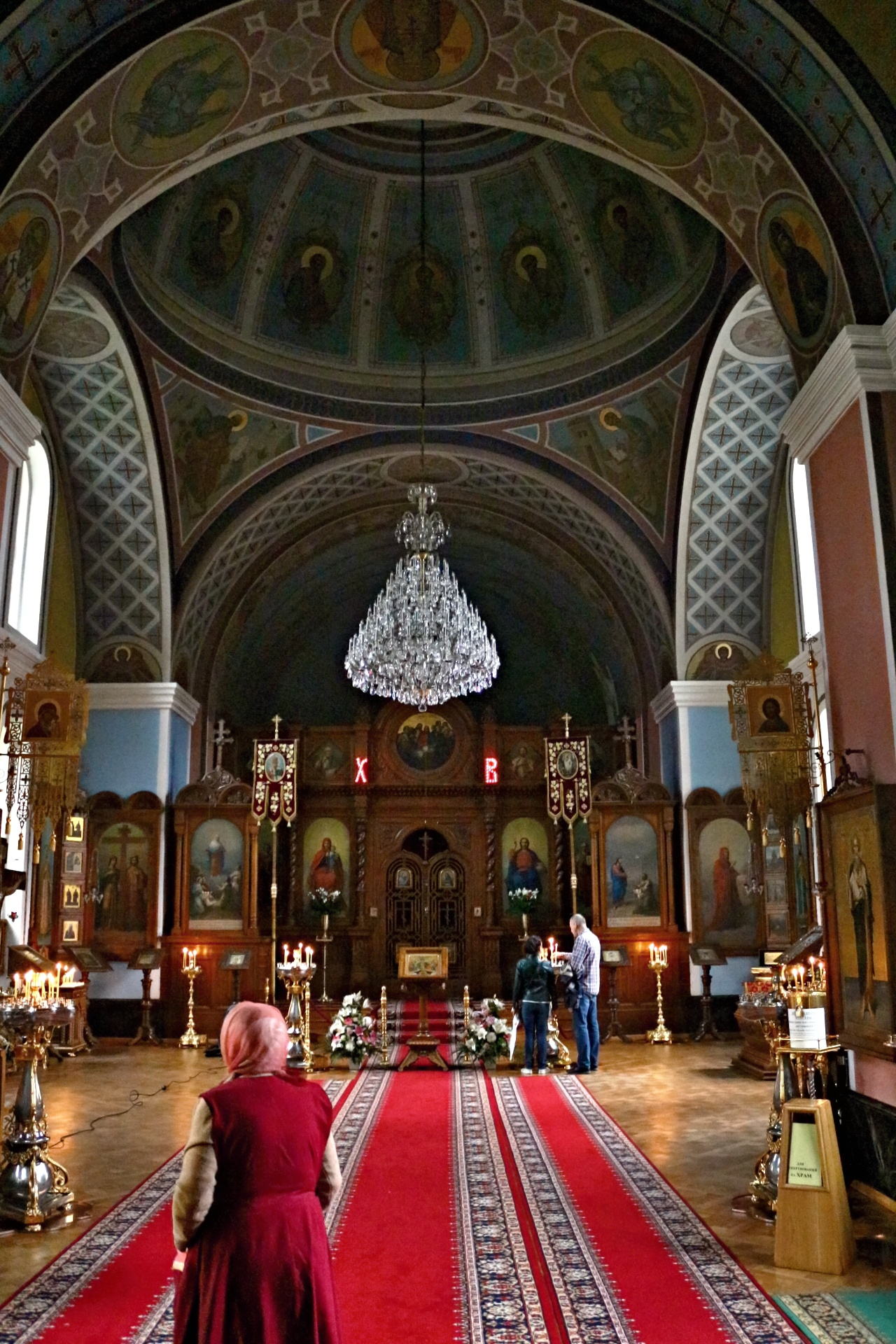
Ikonostas

Cerkiew Świętych Piotra i Pawła – cerkiew prawosławna w Karlowych Warach, wzniesiona w latach 1893–1897. Należy do Rosyjskiego Kościoła Prawosławnego. 

## Historia
W 1862 została podjęta zbiórka pieniędzy na potrzeby wzniesienia cerkwi prawosławnej w popularnym wśród zamożnych Rosjan uzdrowisku w Karlowych Warach (ówcześnie Karlsbad). Jej inicjatorką była wielka księżna Elena Pawłowna Romanowa. Działkę budowlaną przekazała nieodpłatnie rada miejska, wśród ofiarodawców było wielu przedstawicieli najbardziej znacznych rodów rosyjskich. Mimo tego Rosjanie nie zdołali zebrać potrzebnej liczby pieniędzy i na wyznaczonym miejscu swoją świątynię wzniosła ostatecznie wspólnota anglikańska. Wobec tego wspólnota prawosławna w Karlowych Warach uczestniczyła w nabożeństwa organizowanych sezonowo w cerkwi domowej. Szybko stała się jednak ona za mała dla potrzeb wszystkich wiernych. 
Ostatecznie prace budowlane rozpoczęły się w 1893. Budynek zaprojektował K. Uchtomski, pracami kierował Gustaw Wiedermann. Cerkiew została poświęcona 9 czerwca 1897. Już sześć lat później konieczny był częściowy remont obiektu i pokrycie jego kopuł miedzią. W czasie I wojny światowej obiekt został zamknięty, zaś po jej zakończeniu działał jedynie w miesiącach letnich, obsługiwany przez kapłanów z cerkwi w Pradze. 
W latach 1920–1930 cerkiew należała do Zachodnioeuropejskiego Egzarchatu Rosyjskiego Kościoła Prawosławnego. Po przejściu jego zwierzchnika metropolity Eulogiusza pod jurysdykcję patriarchy Konstantynopola wszedł do Zachodnioeuropejskiego Egzarchatu Parafii Rosyjskich. 5 maja 1939 zarządzający cerkwią zostali zmuszeni do przejścia do jedynej tolerowanej przez władze hitlerowskie prawosławnej struktury kościelnej – Rosyjskiego Kościoła Prawosławnego poza granicami Rosji. Po 1945 cerkiew ponownie przejął Rosyjski Kościół Prawosławny. 
W latach 1948–1950 przy cerkwi działało seminarium duchowne. W 1951, po uzyskaniu autokefalii przez Kościół Prawosławny Czechosłowacji, cerkiew przeszła pod jego jurysdykcję. W latach 70. była remontowana. W 1979 obiekt ponownie trafił pod jurysdykcję Rosyjskiego Kościoła Prawosławnego.